# GPR55
GPR55, G protein-coupled receptor 55, je G protein-spregnuti receptor koji je kod čoveka kodiran GPR55 genom.
Za GPR55, GPR119 i GPR18, se smatra da su kanabinoidni receptori.

## Istorija
je bio identifikovan i kloniran prvi put 1999. godine. Kasnije je bio identifikovan jednim in silico testom kao potencijalni kanabinoidni receptor zbog njegove slične aminokiselinske sekvence u regionu vezivanja.
Istraživačke grupe kompanija GlaksoSmitKlajn i AstraZeneka su detaljno karakterisale ovaj receptor jer se pretpostavljalo da je odgovoran za snižavanje krvnog pritiska dejstvom kanabinoida. GPR55 je zaista aktiviran endogenim, biljnim i sintetičkim kanabinoidima. Međutim, GPR-55 nokaut miševi (generisani od strane Glakso istraživača) nisu demonstrirali promene u regulaciji krvnog pritiska nakon administracije derivata kanabidiola, abnormalnog kanabidiola.

## Signalna kaskada
je spregnut sa G-proteinom  i aktivacija ovog receptora dovodi do stimulacije rhoA, cdc42 i rac1.

## Farmakologija
se aktivira biljnim kanabinoidima Δ9-THC i kanabidiolom, i endokanabinoidima: anandamidom, 2-AG, i noladin etrom u niskom nanomolarnom opsegu. Sintetički kanabinoid CP-55940 isto tako može da aktivira ovaj receptor, dok je strukturno različiti kanabinoidni ligand WIN 55,212-2 neaktivan. Nedavna istraživanja sugestiraju da su lizofosfatidilinozitol i njegov 2-arahidonoil derivat mogući endogeni ligandi GPR55 receptora, i da je ovaj receptor potencijalno može da bude biološki cilj za tretmane inflamacije i bola, kao što je to slučaj sa drugim kanabinoidnim receptorima.

## Literatura
1. ↑  „Entrez Gene: GPR55 G protein-coupled receptor 55”.
2. ↑  Brown AJ. (2007). „Novel cannabinoid receptors.”. Br J Pharmacol. 152 (5): 567—575. PMC 2190013 . PMID 17906678. doi:10.1038/sj.bjp.0707481.
3. ↑  McHugh D, Hu SS, Rimmerman N, Juknat A, Vogil Z, Walker JM, Bradshaw HB (2010). „N-arachidonoyl glycine, an abundant endogenous lipid, potently drives directed cellular migration through GPR18, the putative abnormal cannabidiol receptor”. BMC Neuroscience. 11 (1): 44. PMC 2865488 . PMID 20346144. doi:10.1186/1471-2202-11-44.
4. ↑  Sawzdargo M, Nguyen T, Lee DK, Lynch KR, Cheng R, Heng HH, George SR, O'Dowd BF (1999). „Identification and cloning of three novel human G protein-coupled receptor genes GPR52, PsiGPR53 and GPR55: GPR55 is extensively expressed in human brain”. Brain Res. Mol. Brain Res. 64 (2): 193—8. PMID 9931487. doi:10.1016/S0169-328X(98)00277-0.
5. ↑  Baker D, Pryce G, Davies WL, Hiley CR (2006). „In silico patent searching reveals a new cannabinoid receptor”. Trends Pharmacol. Sci. 27 (1): 1—4. PMID 16318877. doi:10.1016/j.tips.2005.11.003.
6. 1 2  Johns DG, Behm DJ, Walker DJ, Ao Z, Shapland EM, Daniels DA, Riddick M, Dowell S, Staton PC, Green P, Shabon U, Bao W, Aiyar N, Yue TL, Brown AJ, Morrison AD, Douglas SA (2007). „The novel endocannabinoid receptor GPR55 is activated by atypical cannabinoids but does not mediate their vasodilator effects”. Br. J. Pharmacol. 152 (5): 825—31. PMC 2190033 . PMID 17704827. doi:10.1038/sj.bjp.0707419.
7. ↑  Lauckner JE, Jensen JB, Chen HY, Lu HC, Hille B, Mackie K (2008). „GPR55 is a cannabinoid receptor that increases intracellular calcium and inhibits M current”. Proc. Natl. Acad. Sci. U.S.A. 105 (7): 2699—704. PMC 2268199 . PMID 18263732. doi:10.1073/pnas.0711278105.
8. 1 2  Ryberg E, Larsson N, Sjögren S, Hjorth S, Hermansson NO, Leonova J, Elebring T, Nilsson K, Drmota T, Greasley PJ (2007). „The orphan receptor GPR55 is a novel cannabinoid receptor”. Br. J. Pharmacol. 152 (7): 1092—101. PMC 2095107 . PMID 17876302. doi:10.1038/sj.bjp.0707460.
9. ↑  Oka S, Nakajima K, Yamashita A, Kishimoto S, Sugiura T (2007). „Identification of GPR55 as a lysophosphatidylinositol receptor”. Biochemical and Biophysical Research Communications. 362 (4): 928—34. PMID 17765871. doi:10.1016/j.bbrc.2007.08.078.
10. ↑  Henstridge CM, Balenga NA, Ford LA, Ross RA, Waldhoer M, Irving AJ (2009). „The GPR55 ligand L-alpha-lysophosphatidylinositol promotes RhoA-dependent Ca2+ signaling and NFAT activation”. The FASEB Journal : Official Publication of the Federation of American Societies for Experimental Biology. 23 (1): 183—93. PMID 18757503. doi:10.1096/fj.08-108670.
11. ↑  Oka S, Toshida T, Maruyama K, Nakajima K, Yamashita A, Sugiura T (2009). „2-Arachidonoyl-sn-glycero-3-phosphoinositol: a possible natural ligand for GPR55”. Journal of Biochemistry. 145 (1): 13—20. PMID 18845565. doi:10.1093/jb/mvn136.
12. ↑  Staton PC, Hatcher JP, Walker DJ, Morrison AD, Shapland EM, Hughes JP, Chong E, Mander PK, Green PJ, Billinton A, Fulleylove M, Lancaster HC, Smith JC, Bailey LT, Wise A, Brown AJ, Richardson JC, Chessell IP (2008). „The putative cannabinoid receptor GPR55 plays a role in mechanical hyperalgesia associated with inflammatory and neuropathic pain”. Pain. 139 (1): 225—36. PMID 18502582. doi:10.1016/j.pain.2008.04.006.
13. ↑  Kress M, Kuner R (2009). „Mode of action of cannabinoids on nociceptive nerve endings”. Experimental Brain Research. Experimentelle Hirnforschung. Experimentation Cerebrale. 196 (1): 79—88. PMID 19306092. doi:10.1007/s00221-009-1762-0.

## Dodatna literatura
- Sawzdargo M; Nguyen T; Lee DK;  . (1999). „Identification and cloning of three novel human G protein-coupled receptor genes GPR52, PsiGPR53 and GPR55: GPR55 is extensively expressed in human brain.”. Brain Res. Mol. Brain Res. 64 (2): 193—8. PMID 9931487. doi:10.1016/S0169-328X(98)00277-0.
- Strausberg RL; Feingold EA; Grouse LH;  . (2003). „Generation and initial analysis of more than 15,000 full-length human and mouse cDNA sequences.”. Proc. Natl. Acad. Sci. U.S.A. 99 (26): 16899—903. PMC 139241 . PMID 12477932. doi:10.1073/pnas.242603899.
- Gerhard DS; Wagner L; Feingold EA;  . (2004). „The status, quality, and expansion of the NIH full-length cDNA project: the Mammalian Gene Collection (MGC).”. Genome Res. 14 (10B): 2121—7. PMC 528928 . PMID 15489334. doi:10.1101/gr.2596504.